# Amadou Cheiffou
Amadou Cheiffou (nacido en 1942) es un político nigerino. Sirvió al Estado como Jefe de Gobierno desde el 27 de octubre de 1991 al 17 de abril de 1993.
Cheiffou, se presentó como candidato del partido Reunión Social Democrática (RSD-Gaskiya) en las elecciones presidenciales convocadas el 16 de noviembre de 2004, quedando cuarto de seis candidatos al ganar el 6,35% de los votos.
Cheiffou se graduó en la École nationale de l'aviation civile.